# 卢纳格日峰
卢纳格日峰（Lunag Ri），又译卢纳格里峰，海拔6,895（22,621英尺），位于尼泊尔和西藏边境的喜马拉雅主山脊上。鲁纳格日峰距卓奥友峰以西为11.7 km（7.3 mi），卓奥仁章峰（6,778米（22,238英尺））形成了卢纳格日峰东南的次级山峰。卢纳格冰川位于卢纳格河的南侧。东边流淌着南帕冰川。北坡为莎隆冰川的补给区。

## 历史
2018年10月25日，奥地利登山者大卫·拉玛 (David Lama)首次攀登卢纳格日峰，并因此获得2019年金冰镐奖。拉马是单人攀登成功的。此前，他曾和美国登山者康拉德·安克于2015年11月和2016年秋季进行过两次尝试，但均未能成功。在第二次尝试中，安克突发心脏病。拉玛还曾独自进行过一次首次单人尝试，最高攀至6700米（21,982英尺），是当时的最高纪录，但最终未能成功。